# Oláhpéntek
Oláhpéntek (románul Pintic) település Romániában, Kolozs megyében.

## Fekvése
Kolozsvártól 54 km-re északra, Szamosújvártól 23 km-re északnyugatra, Déstől 14 km-re délre, Felsőgyékényes, Szilkerék, Ormány és Néma közt található.

## Története
1292-ben említik először Péntek néven. 1603-ig többségében magyar lakosságú falu volt, ekkor azonban Giorgio Basta katonái teljesen lerombolták, a lakosságot pedig lemészárolták. Később román jobbágyokkal telepítették újra, ekkor kapta oláh előnevét is.
A trianoni békeszerződésig Szolnok-Doboka vármegye Dési járásához tartozott.

## Lakossága
1910-ben 853 fő lakta a települést, ebből 827 román, 23 magyar, 2 cigány és 1 német nemzetiségűnek vallotta magát.
2002-ben 367 román nemzetiségű lakosa volt.